# Joaquín Bárbara y Balza
Joaquín Bárbara y Balza (Llodio, Àlaba, 18 de desembre de 1867 - Santander, Cantàbria, 10 de setembre de 1931) fou un pintor academicista i catedràtic de dibuix alabès.

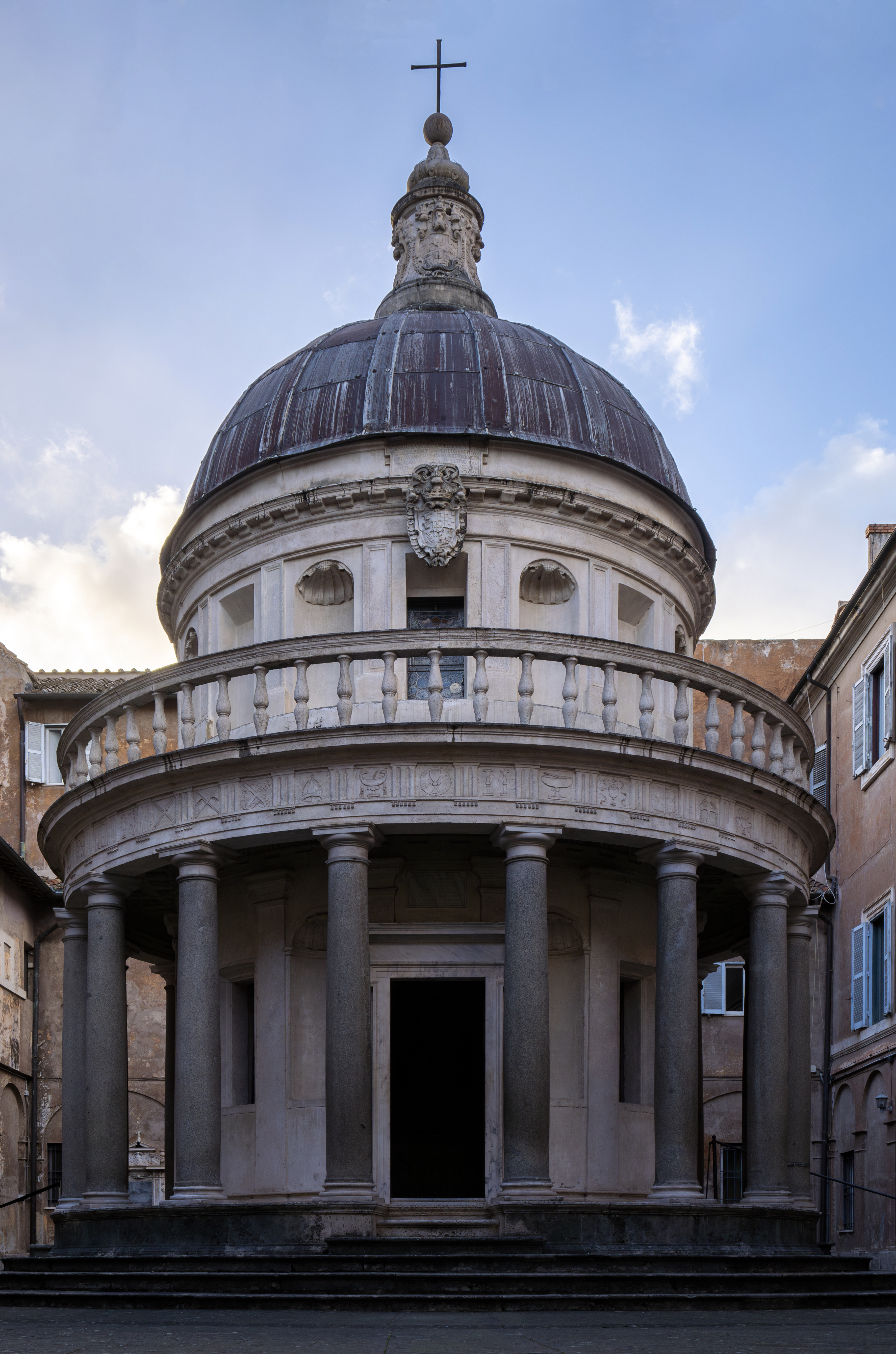
Pati de la seu de l'antiga Acadèmia Espanyola de Belles Arts de Roma

Joaquín Bárbara y Balza va néixer a la casa Aldaiko a Llodio, (Àlaba) la matinada del 18 de desembre de 1867. Després de la sobtada mort del seu pare l'any 1874, fou protegit per uns parents, els germans Alday Icabalceta, fet que li permeté començar els estudis generals al Colegio Municipal de la Antigua d'Urduña, dirigit per la Companyia de Jesús. Més tard es traslladà a Madrid per ingressar com a alumne a la Reial Acadèmia de Belles Arts de San Fernando, on consta matriculat des del 1885 a la secció de la Escuela Especial de Pintura, Escultura y Grabado.
Ja a la capital va disposar tanmateix de la protecció dels marquesos d'Urquijo i el seu cercle social. Va obtenir per oposició davant un tribunal el primer lloc com a pensionat per a la pintura d'història a la Acadèmia Espanyola de Belles Arts de Roma, on romandrà eixamplant la seva formació entre els anys 1895 i 1899 al costat dels seus companys de la sisena i última promoció de pintura del segle xix César Álvarez Dumont i Àngel Andrade, i altres artistes com els escultors Antoni Alsina i Miguel Ángel Trilles, el pintor Gustavo Bacarisas, els músics Fernando Carnicer i Emilio Tuesta o el gravador Ezequiel Ruiz.